# Antonio Novaro

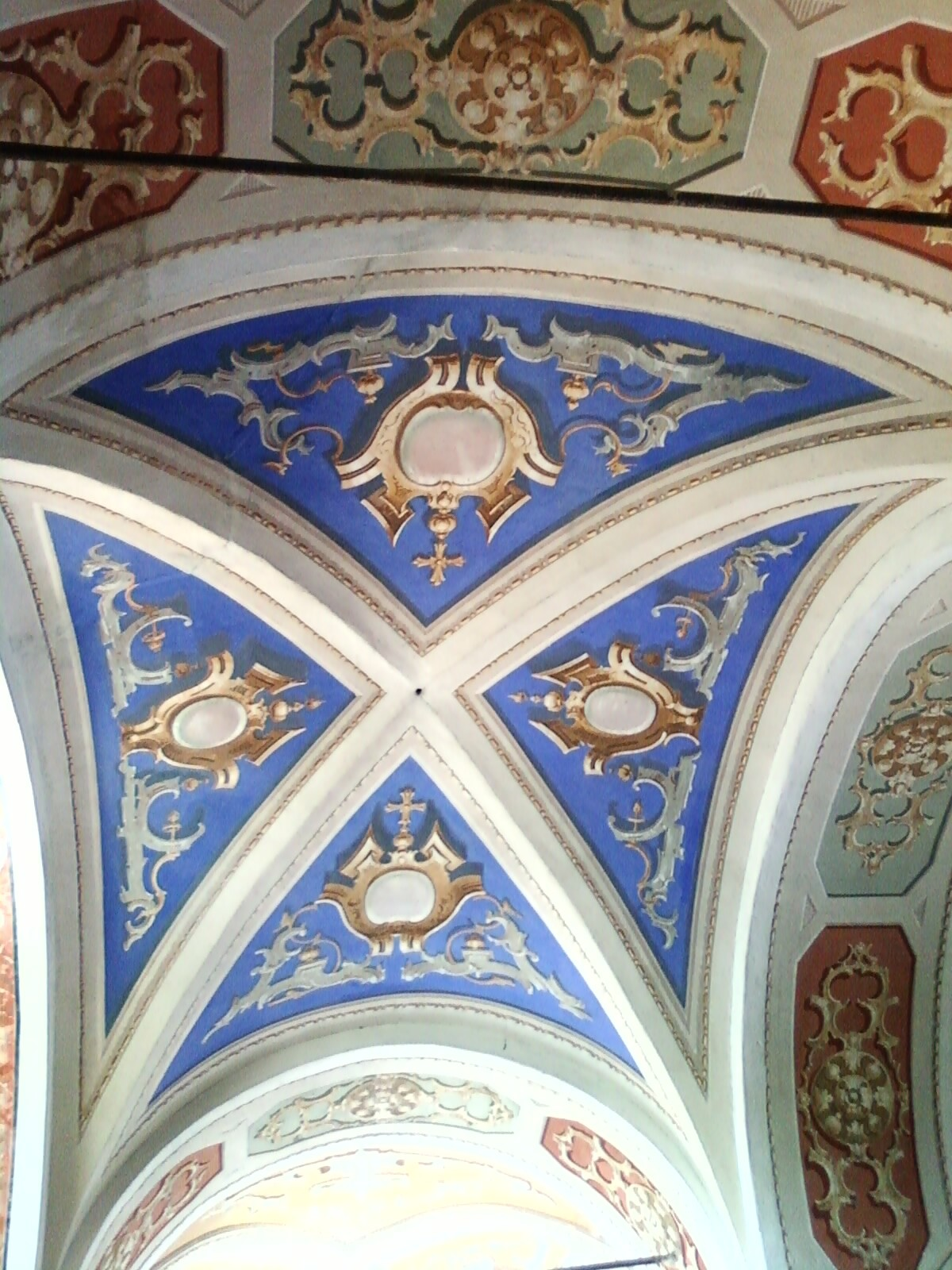
Affreschi chiesa di San Bernardo in Stella (1857)

Antonio Novaro (fl. XIX secolo) è stato un pittore italiano dell'Ottocento che operò soprattutto nel Savonese.

## Opere
- Affreschi nelle sale di Palazzo Leale Franchelli a Pietra Ligure;
- Affreschi della Gloria di San Nicolò sulla volta della Chiesa Parrocchiale di Pietra Ligure (1860);
- Affreschi in alcune sale di Palazzo Gavotti (sede della Pinacoteca) di Savona;
- Affreschi sulle volte della navata centrale (ora coperti da pitture successive) e navate laterali (visibili) della Chiesa di San Bernardo in Stella (1857).